# Eridolius frontator
Eridolius frontator är en stekelart som beskrevs av Dmitriy R. Kasparyan 1985. Eridolius frontator ingår i släktet Eridolius och familjen brokparasitsteklar. Inga underarter finns listade i Catalogue of Life.